# Mason (West Virginia)
Mason is een plaats (town) in de Amerikaanse staat West Virginia, en valt bestuurlijk gezien onder Mason County.

## Demografie
Bij de volkstelling in 2000 werd het aantal inwoners vastgesteld op 1064.
In 2006 is het aantal inwoners door het United States Census Bureau geschat op 1047, een daling van 17 (-1,6%).

## Geografie
Volgens het United States Census Bureau beslaat de plaats een oppervlakte van
1,4 km², geheel bestaande uit land. Mason ligt op ongeveer 469 m boven zeeniveau.

## Plaatsen in de nabije omgeving
De onderstaande figuur toont nabijgelegen plaatsen in een straal van 8 km rond Mason.